# Body and the Sun
Body and the Sun — японское издание четвёртого студийного альбома INNA румынской исполнительницы INNA. Данная версия альбома была выпущена на CD дисках эксклюзивно для Японии 31 июля 2015 года. Трек-лист данного издания мало чем отличается от альбома INNA, разве что в него были добавлены 3 песни: Cola Song, ставшая первым официальным синглом для этой версии альбома, Good Time, ставшая вторым синглом и Take Me Higher (является промосинглом только для японской версии альбома), а также не вошедший в эту версию альбома трек Bad Boys (был издан на версии альбома INNA).

## Официальные синглы
Cola Song — лид-сингл с данного издания альбома, релиз которого состоялся 15 апреля 2014 года при участии колумбийского рэпера Джея Бальвина, который так же является автором и продюсером песни совместно с Andrew Frampton, Breyan Isaac, Thomas Joseph Rozdilsky и Andreas Schuller. Трек можно отнести к таким музыкальным жанрам как Электро-хаус и Электроника со смесью латинской музыки, в сопровождении саксофона и рога. Созданием музыки послужила работа Andreas Schuller под названием Piñata 2014, музыкальные элементы которой стали главной темой трека Cola Song. Сингл можно услышать в компьютерных играх FIFA World Cup 2014 и Just Dance 2017, а также в фильме Шпион 2015 года. Официальная премьера видеоклипа состоялась 14 апреля 2015 года, режиссёром стал Джон Перез, а снят был клип в Барселоне и Коста-Рике.
Good Time — второй официальный сингл с данного издания альбома, релиз которого состоялся 15 июля 2014 года при участии американского рэпера Pitbull. Трек был написан Steve Mac, Armando C. Perez и Ina Wroldsen. Музыкальным жанром песни является Дэнс-поп с использованием труб, наряду с простым, «гедонистический и веселый» текстом. Сингл можно услышать в таких проектах как сериал Молодые и голодные и в фильме Идеальный голос 2. Официальная премьера видеоклипа состоялась 28 июля 2015 года, режиссёром стал Barna Nemethi, а снят был клип в Лос-Анджелесе, Майями и Бухаресте.
Summer In December — третий официальный сингл с данного издания альбома, релиз которого состоялся 17 декабря 2014 года при участии румынского коллектива Morandi. Песня была написана в сотрудничестве с Marius Moga и спродюсирована самим коллективом Morandi. Трек был выпущен через после премьеры клипа Инны на песню Diggy Down. В одном из интервью Инна заявила, что хочет принести лета во многие сердца своих поклонников в зимнюю пору, из этого и следовало название песни. Официальная премьера видеоклипа состоялась 23 декабря 2014 года.
Bop Bop — четвёртый (второй для мирового издания) официальный сингл с данного издания альбома, релиз которого состоялся 13 июля 2015 года при участии американского исполнителя и автора песен Эрика Тернера. Трек стал одним из быстро попавших в чарт синглов Инны, который оказался в нём всего спустя две недели после релиза. Музыкальным жанром песни является Дэнс-поп с элементами джаза и буги-вуги. Официальная премьера видеоклипа состоялась совместно с релизом сингла, режиссёром стали Dimitri Caceaune, John Perez и David Gal, а снят был клип Бухаресте.
Yalla — пятый (третий для мирового издания) официальный сингл с данного издания альбома, релиз которого состоялся 3 ноября 2015 года совместно с релизом мини-альбома ремиксов. Трек был написан Marcel Botezan, Sebastian Barac и Nadir Tamuz Augustin, а производство было в руках трио Play & Win. Официальная премьера видеоклипа состоялась 12 ноября 2015 года, а к 8 апрелю 2016 года видео заработало почти 51 500 000 просмотров на YouTube. Режиссёром видеоклипа стал Barna Nemethi, а снято оно было в Марракаше, Морокко.
Rendez Vous — шестой (четвёртый для мирового издания) официальный сингл с данного издания альбома, релиз которого состоялся 12 февраля 2016 года на iTunes, а 9 марта был выпущен мини-альбом ремиксов. Авторами и продюсерами трека стали Thomas Troelsen и Andreas Schuller в сотрудничестве с Ilsey Juber. Песня содержит в себе сэмпл популярного хита группы Mr. President Coco Jambo, который был написан Kai Matthiesen, Rainer Gaffrey и Delroy Rennalls, а спродюсирован Matthiesen и Gaffrey. Трек получил статус «Золото» в Польше. Официальная премьера видеоклипа состоялась 4 февраля 2016 года, а к 14 июня 2016 года видео видео заработало почти 10 000 000 просмотров на YouTube. Режиссёром видеоклипа стали Michael Abt и John Perez, а снято оно было в Пура Вида, Коста-Рика.

## Список композиций
| №                   | Название                                   | Продюсеры                        | Длительность |
| ------------------- | ------------------------------------------ | -------------------------------- | ------------ |
| 1.                  | «Too Sexy»                                 | Andreas Schuller                 | 3:17         |
| 2.                  | «Bop Bop» (совместно с Эриком Тернером)    | Thomas Troelsen                  | 3:21         |
| 3.                  | «Rendez Vous»                              | Thomas Troelsen • Axident        | 3:09         |
| 4.                  | «Cola Song» (совместно с J Balvin)         | TJR • Axident • J Balvin         | 3:18         |
| 5.                  | «Yalla» (Новая версия)                     | Play & Win                       | 2:51         |
| 6.                  | «Walking On The Sun»                       | Marcel Botezan • Sebastian Barac | 3:31         |
| 7.                  | «Fool Me»                                  | Marcel Botezan • Sebastian Barac | 3:33         |
| 8.                  | «Body and the Sun»                         | Axident                          | 3:29         |
| 9.                  | «Salina's Skies»                           | Axident                          | 3:44         |
| 10.                 | «Devil's Paradise»                         | Play & Win                       | 2:13         |
| 11.                 | «Diggy Down» (совместно с Marian Hill)     | Vlad Lucan                       | 3:10         |
| 12.                 | «Low»                                      | Play & Win                       | 3:38         |
| 13.                 | «Tell Me»                                  | Play & Win                       | 3:26         |
| 14.                 | «Diggy Down» (Piano Deluxe)                | Vlad Lucan                       | 2:48         |
| 15.                 | «Sun Goes Up»                              | Marcel Botezan • Sebastian Barac | 3:31         |
| 16.                 | «Take Me Higher»                           | Play & Win                       | 2:58         |
| 17.                 | «Good Time» (совместно с Pitbull)          | Thomas Troelsen • Axident        | 3:23         |
| 18.                 | «Summer In December» (совместно с Morandi) | Morandi                          | 3:16         |
| 19.                 | «Take Me Higher» (Embody Remix)            | Play & Win                       | 4:58         |
| Общая длительность: | Общая длительность:                        | Общая длительность:              | 48:39        |

## История релиза
| Регион | Дата           | Формат               | Лейбл                | Издание     |
| ------ | -------------- | -------------------- | -------------------- | ----------- |
| Мир    | 23 июля 2015   | цифровая дистрибуция | Roton / Empire Music | Стандартное |
| Япония | 31 июля 2015   | цифровая дистрибуция | WMG                  | Стандартное |
| Япония | 5 августа 2015 | CD                   | WMG                  | Стандартное |